# عبد الباقي السعدون
عبد الباقي عبد الكريم عبد الله عبد المنعم السعدون (ولد: 1947) عضو القيادة القطرية لحزب البعث العربي الاشتراكي في العراق، كان مسؤولا عن تنظيمات حزب البعث في الجنوب ومحافظة ديالى، وعضو سابق في المجلس الوطني العراقي وأحد أبرز المطلوبين بعد الغزو الأمريكي للعراق وكان تسلسله 40 في تلك القائمة. ولُقب بـ(صقر الجنوب)

## ما بعد سقوط نظام صدام
ينتمي لعشيرة السعدون، وكان من أبرز القيادات البعثية بعد سقوط نظام صدام حسين عام 2003، وكان يعتقد أنه غادر إلى سوريا. ففي عام 2005، رصدت الحكومة العراقية مكافأة مالية مقدارها مليون دولار لمن يدلي بمعلومات تؤدي إلى اعتقاله.
كان يعتقد أنه يشرف بصورة مباشرة على عمليات مقاومة الأمريكان واستهداف القوات العراقية في بعقوبة والخالص.
في عام 2012، انشق عبد الباقي السعدون عن جناح عزت الدوري وأعلن العمل بصورة فردية. وفي عام 2014، ظهر له تسجيل صوتي أعلن فيه تنحية عزت الدوري عن منصب قيادة حزب البعث بسبب خلاف بينهما.

## اعتقاله
في يوم 27 يونيو 2015، نفذت قوة خاصة من جهاز المخابرات عملية أمنية في منطقة ساحة الاحتفالات جنوب كركوك، أسفرت عن اعتقاله.